# Earias plaga
Earias plaga är en fjärilsart som beskrevs av Felder 1874. Earias plaga ingår i släktet Earias och familjen trågspinnare. Inga underarter finns listade i Catalogue of Life.